# 紅色蘇打
紅色蘇打（2月13日—）是台灣的漫畫家，本名陳宏勳，又名菜包，少女漫畫時名為天堂果凍。出生於台北。血型A型，星座水瓶座。
代表作為《神鬼武差》。

## 簡歷
- 2005年 - 以〈斷頭俠〉獲得第6屆東立短漫賞。
- 2005年 - 以〈斷頭俠〉於《龍少年》9月號刊載而正式出道。。
- 2006年 - 3月，以〈鬼神武差〉於《龍少年》開始連載。
- 2007年 - 9月，以〈月光王子〉於《甜芯月刊》9月號開始連載。
- 2010年 - 7月，以遊戲公司中華網龍美術總監的身分發表了線上遊戲〈聖劍online〉並擔任同名漫畫的監製。

## 作品一覽

### 短篇漫畫
- 斷頭俠（龍少年9月號刊載）
- 雪花
- 乳酪果醬餅
- 百萬美容師
- 勇者世界
- 愛與網球
- 神棍兄妹
- 漫畫小倆口
- MTV流浪狗篇
- MTV朋友篇
- MTV手機篇
- 青山綠水一路笑
- 戀愛一加一（夢夢6月號刊載）
- 麻油妹的TALK TIME

### 單行本
- 月光王子（全1集）
- 神鬼武差（全2集）

## 外部連結
- 紅色蘇打的個人網誌